# Alain Ollivier
Pour les articles homonymes, voir Ollivier.
Allain Ollivier dit Alain Ollivier, né 21 février 1938 à Saint-Malo (Ille-et-Vilaine) et mort des suites d'un cancer le 21 mai 2010 à Paris 16e, est un acteur, metteur en scène et directeur de théâtre français ayant étudié le théâtre à l'École Charles Dullin avec Georges Wilson et Alain Cuny.
En 1973, il met en scène Bond en avant de Pierre Guyotat, version historique créée au Festival de La Rochelle sous la direction de l'auteur. Un long compagnonnage les unit, et ils créeront ensemble en 1989,  dans le cadre du Festival d'Automne à Paris, Bivouac, au Théâtre de la Bastille à Paris.
De 1983 à 2001, il est directeur du Studio-Théâtre de Vitry où il a établi la compagnie du même nom en 1986 dans une ancienne usine de ferblanterie reconvertie par l'architecte et scénographe Patrick Bouchain au 18 avenue de l'Insurrection. Le Studio-Théâtre de Vitry a été inauguré en octobre 1986 avec La Métaphysique d'un veau à deux têtes de S. I. Witkiewicz, dans le cadre du Festival d'Automne à Paris (direction Michel Guy). Il y développera le répertoire classique et contemporain et y accueillera de jeunes metteurs en scène pour des productions inédites. Des artistes majeurs de la scène française viennent aussi répéter leurs spectacles dans cet endroit singulier.
De 2002 à 2007, il dirige le Théâtre Gérard Philipe de Saint-Denis qu'il dote d'une troisième salle en confiant la reconversion de l'ancien cinéma à Patrick Bouchain. Il inaugure cette salle en 2006 avec la création de Le Marin, de Fernando Pessoa. Là aussi, il produit et associe des metteurs en scène de la nouvelle génération qui dirigeront ensuite des Centres dramatiques nationaux (Daniel Jeanneteau, Richard Brunel, Célie Pauthe) et il met en scène Bertolt Brecht, Jean Genet, Maurice Maeterlinck, Fernando Pessoa (dont il re-créera Le Marin en langue portugaise au Théâtre d'Almada en 2008).
Découvreur de textes d'auteurs contemporains, il a mis en scène en 2005  la première pièce de théâtre de la romancière Olivia Rosenthal, Les félins m'aiment bien. (Éditions Actes-Sud Papiers). Auparavant, il avait contribué à révéler en France le théâtre de Thomas Bernhard (1982) en mettant en scène à deux reprises L'Ignorant et le Fou et celui de Nelson Rodrigues avec Valse n°6, (1995) Ange Noir, (1996) et Toute nudité sera châtiée (1999).
En tant que comédien, il a notamment joué sous la direction de Bernard Sobel, Roger Planchon, Peter Brook, Jacques Lassalle, Philippe Adrien et Antoine Vitez.
Il a été professeur au CNSAD, à l'ENSATT et au Théâtre national de Strasbourg.
Il est l'auteur de Piétiner la scène, aux Éditions Verticales, 2002.

## Théâtre

### Comédien
- 1961 : L’Étau de Luigi Pirandello, mise en scène Maurice Jacquemont, Théâtre de Bourgogne
- 1961 : Histoire de nuit de Seán O'Casey, mise en scène André Steiger, Théâtre de Bourgogne
- 1961 : Le Jubilé d'Anton Tchekhov, mise en scène Maurice Jacquemont, Théâtre de Bourgogne
- 1965 : George Dandin de Molière, mise en scène Stephan Meldegg, Théâtre de l'Athénée
- 1966 : Les Fourberies de Scapin de Molière, mise en scène Alain Ollivier, Festival de Valence
- 1967 : La Poudre d’intelligence de Kateb Yacine, mise en scène Alain Ollivier, Concours des Jeunes Compagnies d’Arras, Théâtre de l'Épée de Bois
- 1970 : Homme pour Homme de Bertolt Brecht, mise en scène Bernard Sobel, Ensemble théâtral de Gennevilliers
- 1971 : Le Candidat de Gustave Flaubert, mise en scène Bernard Sobel, Ensemble théâtral de Gennevilliers
- 1971 : Maître Puntila et son valet Matti de Bertolt Brecht, mise en scène Jacques Rosner, Théâtre du Lambrequin, Théâtre national de Strasbourg
- 1972 : Le Coup de Trafalgar de Roger Vitrac, mise en scène Jacques Rosner, Théâtre national de l'Odéon
- 1973 : Bond en avant de Pierre Guyotat, mise en scène Alain Ollivier avec l'auteur, Festival de La Rochelle
- 1973 : George Dandin de Molière, mise en scène Jacques Roch, Théâtre de Choisy-le-Roi
- 1974 : L'Atelier volant de Valère Novarina, mise en scène Jean-Pierre Sarrazac, Théâtre Gérard Philipe Suresnes, Théâtre du Huitième Lyon
- 1974 : Le Tartuffe de Molière, mise en scène Roger Planchon, TNP Villeurbanne
- 1974 : Timon d'Athènes de William Shakespeare, mise en scène Peter Brook, Théâtre des Bouffes du Nord
- 1975 : La Mort de Danton de Georg Büchner, mise en scène Bruno Bayen, Théâtre de la Cité Universitaire
- 1976 : Travail à domicile de Franz Xaver Kroetz, mise en scène Jacques Lassalle, Théâtre de l'Est parisien
- 1977 : Iphigénie-Hôtel de Michel Vinaver, mise en scène Antoine Vitez, Théâtre des Quartiers d'Ivry
- 1979 : L'Échange de Paul Claudel, mise en scène Alain Ollivier, Théâtre de Gennevilliers
- 1980 : Monsieur de Pourceaugnac de Molière, mise en scène Philippe Adrien, Comédie de Reims
- 1980 : Ubu roi d'Alfred Jarry, mise en scène Philippe Adrien, Comédie de Reims
- 1981 : La Mort d’Empédocle de Friedrich Hölderlin, mise en scène Alain Ollivier, Théâtre Jean Vilar de Vitry
- 1982 : La Mission d'Heiner Müller, mise en scène Philippe Adrien, Théâtre des Quartiers d'Ivry
- 1983 : Hamlet de William Shakespeare, mise en scène Antoine Vitez, Théâtre national de Chaillot
- 1983 : Le Prince travesti de Marivaux, mise en scène Antoine Vitez, Théâtre national de Chaillot
- 1983 : L’Ignorant et le fou de Thomas Bernhard, mise en scène Alain Ollivier, Théâtre Gérard Philipe
- 1984 : Le Prince travesti de Marivaux, mise en scène Antoine Vitez, Maison de la Culture de Grenoble
- 1985 : Emilia Galotti de Gotthold Ephraïm Lessing, mise en scène Jacques Lassalle, Festival d'Avignon, Théâtre national de Strasbourg, Maison des arts et de la culture de Créteil
- 1986 : Électre de Sophocle, mise en scène Antoine Vitez, Théâtre national de Chaillot
- 1986 : La Métaphysique d’un veau à deux têtes de Stanislaw Ignacy Witkiewicz, mise en scène Alain Ollivier, Studio-Théâtre de Vitry Festival d'automne à Paris
- 1988 : Le Vallon d'Agatha Christie, mise en scène Simone Benmussa, Théâtre Renaud-Barrault
- 1989 : À propos de neige fondue de Fiodor Dostoïevski, mise en scène Alain Ollivier, Théâtre de Gennevilliers, Théâtre national de Strasbourg
- 1989 : On ne badine pas avec l'amour d'Alfred de Musset, mise en scène Jean-Pierre Vincent, Théâtre de la Ville
- 1990 : L'École des femmes de Molière, mise en scène Alain Ollivier, MC93 Bobigny
- 1991 : La Mère de Bertolt Brecht, mise en scène Bernard Sobel, Théâtre de Gennevilliers
- 1997 : La Révolte de Villiers de L'Isle Adam, mise en scène Alain Ollivier, Studio-Théâtre de Vitry, Théâtre de la Bastille
- 1998 : La Cagnotte d'Eugène Labiche, mise en scène Jacques Lassalle, Théâtre Hébertot
- 2002 : L'Exception et la Règle de Bertolt Brecht, mise en scène Alain Ollivier, Théâtre Gérard Philipe

### Metteur en scène
- 1966 : Les Fourberies de Scapin de Molière, Festival de Valence
- 1966 : Le Cid de Corneille, Festival de Tournon
- 1967 : La Poudre d’intelligence de Kateb Yacine, Concours des Jeunes Compagnies d’Arras, Théâtre de l'Épée de Bois
- 1969 : La Nuit des assassins de José Triana, Maison de la Culture de Grenoble
- 1973 : Bond en avant de Pierre Guyotat, mise en scène avec l'auteur, Festival de La Rochelle
- 1979 : L'Échange de Paul Claudel, Théâtre de Gennevilliers
- 1981 : La Mort d’Empédocle de Friedrich Hölderlin, Théâtre Jean Vilar de Vitry
- 1982 : L’Ignorant et le fou de Thomas Bernhard, Théâtre des Quartiers d'Ivry, Théâtre national de Strasbourg,
- 1983 : L’Ignorant et le fou de Thomas Bernhard, Théâtre Gérard Philipe de Saint-Denis.
- 1984 : Les Serments indiscrets de Marivaux, Festival d'Avignon, Théâtre de l’Athénée
- 1986 : La Métaphysique d’un veau à deux têtes de Stanislaw Ignacy Witkiewicz, Studio-Théâtre de Vitry Festival d'automne à Paris
- 1987 : Bivouac de Pierre Guyotat, Théâtre de la Bastille Festival d'automne à Paris
- 1989 : À propos de neige fondue de Fiodor Dostoïevski, Théâtre de Gennevilliers
- 1990 : L'École des femmes de Molière, MC93 Bobigny
- 1991 : Les Bonnes de Jean Genet, Studio-Théâtre de Vitry, tournée en France et en Europe, deux reprises.
- 1993 : Partage de midi de Paul Claudel, Studio-Théâtre de Vitry, tournée en France et en Europe, une reprise.
- 1995 : Valse no 6 de Nelson Rodrigues, Théâtre 13
- 1996 : Ange Noir (Anjo Negro) de Nelson Rodrigues, MC93 Bobigny
- 1997 : La Révolte de Villiers de L'Isle Adam, Studio-Théâtre de Vitry, tournée en France et reprise au Théâtre de la Bastille
- 1999 : Toute nudité sera châtiée de Nelson Rodriguez, Studio-Théâtre de Vitry, Festival d'Avignon
- 2001 : Les Nègres de Jean Genet, Studio-Théâtre de Vitry, puis reprise au Théâtre Gérard Philipe de Saint-Denis

Théâtre Gérard Philipe de Saint-Denis
- 2002 : Reprise de Les Nègres de Jean Genet et L'Exception et la Règle de Bertolt Brecht
- 2004 : Pelléas et Mélisande de Maurice Maeterlinck
- 2005 : Les félins m'aiment bien d’Olivia Rosenthal
- 2005 Sur un cheval de Pierre Guyotat enregistrement radiophonique pour France Culture.
- 2006 : Le Marin de Fernando Pessoa
- 2007 : Le Cid de Corneille, Nuits de Fourvière, Théâtre Gérard Philipe de Saint-Denis, tournée en France jusqu'en février 2009, et spectacle français invité du Festival d'Almada - Lisbonne, juillet 2008.
- 2008 : O Marinheiro de Fernando Pessoa, Théâtre d’Almada Lisbonne, en langue portugaise.

## Filmographie
- 2010 : Bas-fonds de Isild Le Besco : Le président du tribunal
- 2010 : Les Mains libres de Brigitte Sy : Le directeur de la prison
- 2002 : Louis la Brocante (série télévisée) - épisode « Louis et la grande braderie » : Vouters
- 2002 : Laissez-passer, de Bertrand Tavernier
- 1997 : Artemisia de Agnès Merlet : Le Duc
- 1996 : Anna Oz de Éric Rochant : Dr Victor Khan
- 1996 : L'Allée du Roi de Nina Companéez (mini-série TV) : Méré
- 1994 : Jeanne la Pucelle - Partie II : Les prisons : Pierre Cauchon, évêque de Beauvais
- 1993 : J'aime pas qu'on m'aime, téléfilm de Stépane Kurc : Maître Goure
- 1989-1995 : Renseignements généraux (série télévisée) - 8 épisodes : Paulet
- 1993 : Trois couleurs : Bleu de Krzysztof Kieslowski : L'avocat
- 1990 : Navarro (série télévisée) - épisode «  Mort d'une fourmi » : Le capitaine
- 1990 : Le Déjeuner de Sousceyrac de Lazare Iglesis : Le curé
- 1988 : Les Nouveaux Chevaliers du ciel (série télévisée) - épisode « Syracuse rouge » : Le général Coda
- 1987 : Maladie d'amour de Jacques Deray
- 1986 : Attention bandits ! de Claude Lelouch
- 1982 : Commissaire Moulin (série télévisée) - épisode « Une promenade en forêt » : Le juge Lamaze
- 1981 : Les Cinq Dernières Minutes de Claude de Givray, épisode Un cœur sur mesure
- 1979 : Les Cinq Dernières Minutes épisode Mort à la criée de Claire Jortner
- 1979 : I... comme Icare de Henri Verneuil : Le directeur du laboratoire Kodak
- 1979 : Brigade des mineurs (série télévisée) - épisode « Didier » : Le professeur de mathématiques
- 1979 : Messieurs les jurés (série télévisée) - épisode « L'affaire Coublanc  » : Michel Halloy
- 1979 : L'Amour en fuite de François Truffaut : Le juge d'Aix en Provence

## Distinctions
- 1967 : Prix du Jury pour la mise en scène de La Poudre d’intelligence de Kateb Yacine au Concours des Jeunes Compagnies d’Arras.
- Prix du Syndicat de la critique 1977 : Meilleur comédien pour Iphigénie Hôtel et Travail à domicile
- Médaille de l'Académie des Arts et Lettres du Brésil en reconnaissance d'avoir fait découvrir le plus grand dramaturge brésilien en France, Nelson Rodrigues.